# Тьеи, Жоэль
Жоэль Тьеи (англ. Joël Tiéhi Djohan; род. 12 июня 1964 или 12 января 1964, Абиджан) — ивуарийский футболист, нападающий. Футбольный тренер. Чемпион кубка африканских наций 1992 года.

## Клубная карьера
В 1984—1987 гг. нападающий играл за «Стад Абиджан» и выиграл кубок Кот-д’Ивуара. В 1987 году ивуарийский нападающий перешёл в старейший футбольный клуб Франции «Гавр», за который он играл до 1994 года. В составе «Гавра» футболист стал чемпионом второго дивизиона в сезоне 1990/91, сыграл 34 матча и забил 13 голов. В 1994—1996 гг. Жоэль Тьеи играл за «Ланс». Нападающий помог клубу выиграть летний кубок и провёл два матча в кубке УЕФА 1995/96. В 1996—1998 гг. футболист играл за «Мартиг», «Сен-Дени — Сен-Луи» (3 дивизион) и «Тулузу». В 1998 году Жоэль Тьеи уехал в ОАЭ, где он играл за «Аль-Джазиру» и «Аль-Айн».

## Сборная Кот-д’Ивуара
В 1992 году нападающий сыграл 4 матча и забил 1 гол в кубке африканских наций, сборная Кот-д’Ивуара выиграла турнир. В 1994 году Жоэль сыграл 4 матча и забил 4 гола (Сьерра-Леоне — 3, Гана — 1) на кубке африканских наций, сборная Кот-д’Ивуара заняла 3-е место на турнире. В 1996 году Жоэль Тьеи сыграл 3 матча на кубке африканских наций и забил гол в матче против Мозамбика, сборная Кот-д’Ивуара не вышла из группы. В 1998 году футболист сыграл 4 матча и забил по два мяча в матчах против Намибии (4-3) и Анголы (5-2), сборная Кот-д’Ивуара проиграла сборной Египта в серии пенальти в четвертьфинале турнира.

## Достижения
- Обладатель кубка Кот-д’Ивуара: 1984
- Чемпион второго дивизиона Франции: 1990/91
- Летний кубок: 1994
- Чемпион ОАЭ: 2001/02
- Обладатель кубка африканских наций: 1992